# Red Transmasc de Puerto Rico
La Red Transmasc de Puerto Rico es la primera asociación de hombres trans y personas transmasculinas en el territorio de Puerto Rico.

## Historia
La organización surgió a raíz de un grupo de WhatsApp para personas transmasculinas puertorriqueñas creado el 18 de septiembre de 2022, tras el paso del Huracán Fiona, con el fin de facilitar la comunicación entre personas transmasculinas de todo el territorio y conocer sus necesidades. El grupo superó los 100 miembros en tan sólo 4 días, y comenzó a ser usado entre los miembros para recomendarse mutuamente psicólogos y ginecólogos, así como compartir información sobre procedimientos médicos y otros temas de interés para la comunidad, además de facilitar el acceso a binders.
A raíz del éxito de este grupo, Stephan Malik y Leandro “Lale” Namerrow, ambos transmasculinos, fundaron una organización oficial con este nombre.
En 2023 Lale Namerrow Pastor, cofundador de la Res Transmasc, recibió la Beca Juvenil de Puerto Rico, destinada a jóvenes activistas, destacando su abogacía por el desarrollo de vínculos entre personas no binarias y transmasculinas, así como su labor creando espacios y dando voz a personas ignoradas por el sistema.
A raíz de su activismo dentro de la red, ese mismo año el escritor transmasculino K Daniel Díaz fue también uno de los miembros del jurado del Puerto Rico Queer Filmfest, el mayor festival de cine LGBT de Puerto Rico.

## Reconocimientos
El sitio web de noticias Global Press Journal reconoció a la Red Transmasc y a uno de sus miembros, Cosmos Ramos, como un ejemplo claro de resiliencia y transformación, así como un ejemplo de personas que, bajo su punto de vista, estaban cambiando el mundo.